# جلسه دادرسی
جلسهٔ دادرسی یا محاکمه نشستی است که در آن به دادخواهی دادخواه رسیدگی می‌شود. جلسهٔ دادرسی با حضور قاضی و هنگامی تشکیل می‌شود که مرجع قضاوتی، با تعیین وقت و دعوت قبلی از طرفین دعوا یا وکلای آنها، به دعوا یا امری که خواهان مطرح نموده یا به ادعاهای اصحاب دعوا، رسیدگی می‌کند. جلسهٔ دادرسی ممکن است در دادگاه یا خارج از آن تشکیل شود. جلسه در لغت به معنی نوعی نشست، مجمع و اجتماع جمعی از مردم برای انجام امری یا شنیدن نطقی باداشتن یک رئیس است. و دادرسی هم در لغت به معنی محاکمه، قضاء و رسیدگی به دادخواهی و اجرای قانون و عدالت می‌باشد، بنابراین جلسه دادرسی در لغت به معنی مجمع و اجتماع جمعی از مردم برای رسیدگی به دادخواهی و محاکمه و اجرای قانون و عدالت می‌باشد.
جلسه دادرسی در حقوق امروزی ایران به دو شکل کلی کیفری یا مدنی تقسیم شده که محاکمات کیفری در دادگاه‌های کیفری و محاکمات مدنی (یا به تعبیری غیر کیفری) در دادگاه‌های حقوقی (حقوقی و مدنی در اینجا مترادف هم هستند که هرچند مدنی واژه دقیق تری است اما نام رسمی این دادگاه‌ها دادگاه حقوقی است) برگزار می‌شود (هرچند در برخی موارد ممکن است یک دادگاه صلاحیت رسیدگی به یک پرونده که توامان جنبه کیفری و مدنی دارد را داشته باشد. ضمن اینکه برخی پرونده‌ها در صلاحیت دادگاه‌های خاص (مثل دادگاه ویژه روحانیت یا دادگاه نیروهای مسلح) یا شورای حل اختلاف یا اداره ثبت اسناد و املاک، یا مراجع اداری و انتظامی (مثل دیوان عدالت اداری، کمیسیون ماده صد شهرداری) قرار می‌گیرند که در برخی از آن‌ها جلسه دادرسی وجود دارد) زمانی یک پرونده کیفری محسوب می‌شود که عمل مورد اعتراض شاکی خصوصی یا دادستان (به عنوان مدعی العموم) در قانون جرم محسوب شده و مجازات برای آن تعیین شده باشد.
دادگاه حقوقی به دادخواست خواهان رسیدگی نموده و چنانچه خواسته او به حق باشد خوانده را محکوم ویا دادخواست را رد می‌کند اما دادگاه کیفری به شکایت شاکی (که می‌تواند شاکی خصوصی یا دادستان باشد) رسیدگی نموده چنانچه آن را وارد تشخیص دهد مشتکی عنه را محکوم والا شکایت وارده را رد می‌کند.

## اقسام جلسه دادرسی
به‌طور کلی جلسه دادرسی را می‌توان به سه دسته تقسیم کرد:
1. جلسهٔ دادرسی عادی یا معمولی
2. جلسهٔ رسیدگی خارج از نوبت
3. جلسهٔ دادرسی فوق‌العاده[۶]